# Bisdom Vijayapuram
Het bisdom Vijayapuram (Latijn: Dioecesis Viiayapuramensis) is een rooms-katholiek bisdom met als zetel Kottayam, in India. Het bisdom is suffragaan aan het aartsbisdom Verapoly. 

## Geschiedenis
Het bisdom werd opgericht op 14 juli 1930, uit delen van het aartsbisdom Verapoly, en was suffragaan aan het aartsbisdom Madras-Mylapore. Op 19 september 1953 veranderde het van kerkprovincie en werd suffragaan aan het aartsbisdom Verapoly.

## Parochies
Het bisdom had in 2020 een oppervlakte van 9.000 km2 en telde 5.325.782 inwoners waarvan 1,7% rooms-katholiek was.

## Bisschoppen
- Juan Vicente Araña y Idígoras (24 maart 1931 - 14 juni 1946)
- Marcellino Aramburu y Arandía (13 mei 1948 - 1949)
- John Ambrose Abasolo y Lecue (25 december 1949 - 16 januari 1971)
- Cornelius Elanjikal (16 januari 1971 - 26 januari 1987)
- Peter Thuruthikonam (5 mei 1988 - 8 mei 2006)
- Sebastian Thekethecheril (8 mei 2006 - heden)
  - Justin Alexander Madathiparambil (hulpbisschop: 13 januari 2024 - heden)

Verapoly (aartsbisdom) · Calicut · Cochin · Kannur · Kottapuram · Sultanpet · Vijayapuram